# Base Jam
Base Jam – indonezyjski zespół pop-rockowy z Dżakarty. Powstał w 1994 roku.
Pierwotny skład zespołu przedstawiał się następująco: Bambang Sutanto (BS, perkusja), Adon Saptowo (Adon, wokal), Sigit Wardana (Sigit, wokal), Adnil Farsal (Adnil, gitara), Ardi Isnandar (Aris, gitara), Intan Putri Werdiniadi (Anya, klawisze), Ardhini Citrasari (Sita, bas).
W 1996 roku wydali swój pierwszy album pt. Bermimpi. Wśród przebojów, które wylansowali, są takie utwory jak „Bermimpi” czy „Bukan Pujangga”.

## Dyskografia[1]
| Rok  | Album                  |
| ---- | ---------------------- |
| 1996 | Bermimpi               |
| 1997 | Dua                    |
| 1999 | Ti3a                   |
| 2000 | Sinergi Base Jam Emp4t |
| 2001 | Dari Hati              |
| 2002 | The Best of Base Jam   |
| 2003 | Dua Sisi               |